# Hyunmoo
Hyunmoo (Hangul: 현무, Hanja: 玄武, Hán-Việt: Huyền Vũ, biệt danh: Người bảo vệ bầu trời phương Bắc) là một dự án tên lửa đạn đạo và tên lửa hành trình do quân đội Hàn Quốc phát triển. Các loại tên lửa trong dự án có tầm hoạt động từ 180 đến 1.500 km. Việc nghiên cứu bắt đầu từ năm 1974 với công nghệ chuyển giao từ Hoa Kỳ. Hàn Quốc sau đó đã phát triển thành công loại tên lửa hai tầng dựa trên thiết kế kỹ thuật của tên lửa đất đối không Nike Hercules vào năm 1978 và phiên bản cải tiến tiếp tục được phóng thành công vào năm 1986. Đây là loại tên lửa được chế tạo và phát triển thành công với nhiều phiên bản khác nhau đầu tiên của Hàn Quốc sau dự án Baekgom trước đó gặp phải trục trặc kỹ thuật.
Trong dự án mới này, các nguyên mẫu Hyunmoo-1 và Hyunmoo-2 là loại tên lửa đạn đạo có tầm bắn từ 180 đến 500 km còn Hyunmoo-3 là tên lửa hành trình được phát triển dựa trên Tomahawk của Mỹ với tầm bắn từ 500 km đến 1.500 km. Ngoài ra còn có thêm một số mẫu khác dùng cho việc xuất khẩu nhưng tầm bắn của những loại này bị giới hạn không quá 180 km. Cuối năm 2009, các phiên bản nâng cấp là Hyunmoo-2A và Hyunmoo-2B lần lượt được đưa vào biên chế.
Hyunmoo được phát triển để đối phó với mối đe dọa tên lửa của Bắc Triều Tiên và có thể vươn tới các thành phố như Bắc Kinh, Tokyo hay Vladivostok. Trong quá trình chế tạo, tập đoàn Lockheed Martin của Mỹ cung cấp nhiên liệu tên lửa còn hệ thống dẫn đường quán tính thì được cung cấp bởi GEC-4 của Vương quốc Anh.